# Oxira albipennis
Oxira albipennis là một loài bướm đêm trong họ Noctuidae.